# Dorf an der Pram
Dorf an der Pram – gmina w Austrii, w kraju związkowym Górna Austria, w powiecie Schärding. Liczy 1049 mieszkańców.